# Tequila (песня Dan + Shay)
«Tequila» — песня американского кантри-дуэта Dan + Shay, вышедшая в качестве лид-сингла с дебютного студийного альбома Dan + Shay (2018).
Сингл вышел 10 января 2018 года на лейбле Warner Bros. Nashville и достиг первого места в радиоэфирном хит-параде Country Airplay и первого в общем кантри-чарте Hot Country Songs, получил 2-кратную платиновую сертификацию в США.
Песня выиграла премию Грэмми-2019 в категории Лучшее кантри-исполнение дуэтом или группой, а 7 апреля 2019 года также стала Синглом года и Песней года на 54-й церемонии Academy of Country Music Awards.

## История
Песня вышла 10 января 2018 года в качестве альбомного лид-сингла на лейбле Warner Bros. Nashville, а 15 января появилась на кантри-радиостанциях.

## Отзывы
Билли Дьюкс из журнала Taste of Country написал, что песня характеризуется «сильным чувством мелодии и еще более сильным вокалом». Стефен Беттс из журнала Rolling Stone заметил, что дуэт успешно опровергает ожидания в названии песни, и написал, что «Текила» — это «ностальгический рассказ о разбитом сердце и сожалении».

## Коммерческий успех
«Tequila» дебютировал 20 января 2018 года на 35-м месте в радиоэфирном чарте Billboard Country Airplay. Спустя неделю появилась на 15-м месте в основном кантри-чарте Hot Country Songs. В мультижанровом американском хит-параде Hot 100 песня появилась 27 января 2018 года на 84 месте, а в цифровом чарте Digital Songs — на девятом месте. «Tequila» поднялась до 21-го места в Hot 100, став первым попаданием дуэта в top 40. «Tequila» 1 июля 2018 года достигла первого места в Country Airplay, одновременно (в эту же неделю) с дебютом альбома на первом месте альбомного чарта. Песня оставалась на вершине две недели. В феврале 2019 года «Tequila» достигла первого места в кантри-чарте Hot Country Songs, откуда её сместила другая песня дуэта «Speechless». «Tequila» получила 2-кратный платиновый сертификат Recording Industry Association of America в ноябре 2018. К марту 2019 года тираж составил 579,000 копий в США.

## Музыкальное видео
Музыкальное видео для песни снял режиссёр Patrick Tracy, а премьера прошла 1 марта 2018 года.

## Чарты

### Еженедельные чарты
| Чарт (2018—19)                      | Высшая позиция |
| ----------------------------------- | -------------- |
| Австралия (ARIA)                    | 66             |
| Канада (Billboard Canadian Hot 100) | 59             |
| Канада (Billboard AC)               | 15             |
| Канада (Billboard CHR/Top 40)       | 40             |
| Канада (Billboard Country)          | 1              |
| Канада (Billboard Hot AC)           | 37             |
| США (Billboard Hot 100)             | 21             |
| США (Billboard Adult Contemporary)  | 11             |
| США (Billboard Adult Pop Airplay)   | 10             |
| США (Billboard Country Airplay)     | 1              |
| США (Billboard Hot Country Songs)   | 1              |
| США (Billboard Pop Airplay)         | 18             |

### Годовые итоговые чарты
| Чарт (2018)                      | Позиция |
| -------------------------------- | ------- |
| US Billboard Hot 100             | 32      |
| US Country Airplay (Billboard)   | 5       |
| US Hot Country Songs (Billboard) | 3       |

## Сертификации
| Регион                                                                      | Сертификация  | Продажи   |
| --------------------------------------------------------------------------- | ------------- | --------- |
| Австралия (ARIA)                                                            | 2× Платиновый | 140 000   |
| Канада (Music Canada)                                                       | 7× Платиновый | 560 000   |
| США (RIAA)                                                                  | 7× Платиновый | 7 000 000 |
| Данные о продажах + прослушиваниях приведены только на основе сертификации. |               |           |